# کلاته محمدرضاخان
کلاته محمدرضاخان یک روستا در ایران است که در دهستان فاروج واقع شده‌است. کلاته محمدرضاخان ۳۴۹ نفر جمعیت دارد.